# Alalakh

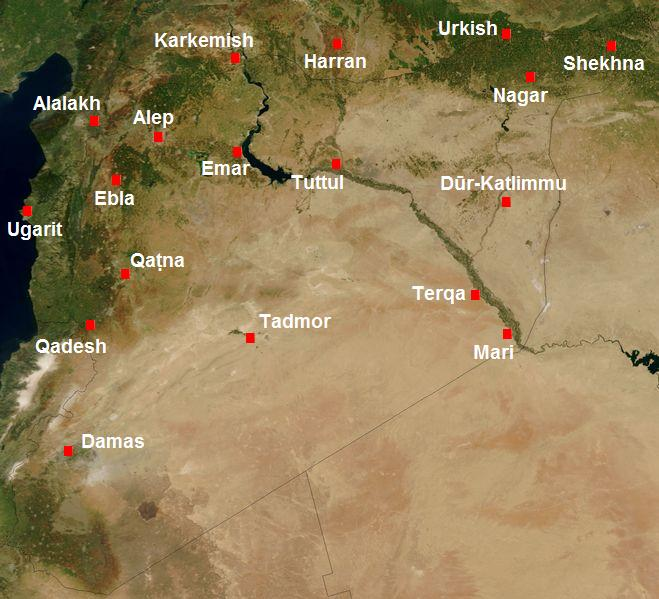
Principales ciudades de Siria en el II milenio a. C.

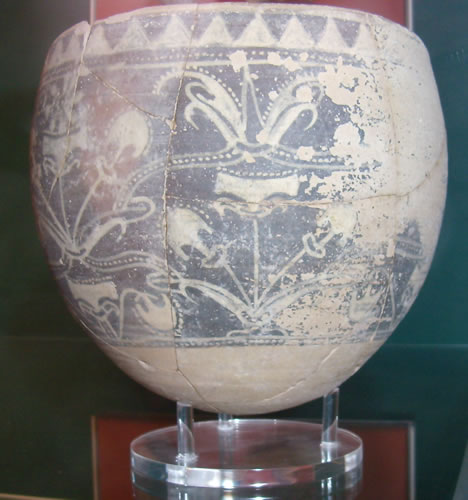
Cuenco de cerámica Atchana-Nuzi hallado en Alalaj. De los niveles III-II, Edad del Bronce Tardío, hacia 1370-1270 a. C. Para L. Woolley, se trata de una variante local de la cerámica Nuzi, reconocida por primera vez en el yacimiento iraquí de Nuzi. Lo característico de la cerámica Atchana son los diseños florales, que no se encuentran en la cerámica Nuzi. Museo Británico.

Alalakh, Alalaj o Alalaḫ (hitita Alalaḫ) es el nombre de una antigua ciudad y su asociada ciudad-estado del valle del río Amuq, localizada en la región de Hatay al sur de Turquía cerca de la ciudad de Antioquía, y hoy en día representada por una extensa ciudad-montículo conocida como Tell Atchana.

## Historia
Alalakh fue fundada por los amorreos durante el Bronce Medio en el II milenio a. C., como una de las primeras grandes ciudades del Creciente Fértil. El primer palacio de la ciudadela de Alalakh fue construido c. 2000 a. C., contemporáneo de la tercera dinastía de Ur.
La cronología esquemática de Alalakh, en relación con otros yacimientos de la región del lago Amuq, es la siguiente:
| Era arqueológica                  | Fases de Amuq      | Fechas (a. C.) |
| --------------------------------- | ------------------ | -------------- |
| Edad del Bronce Temprano Terminal | J Tardío           | 2050-2000      |
| Bronce Medio y Final              | K, L, M            | 2000-1150      |
| Edad del Hierro I                 | N                  | 1150-900       |
| Edad del Hierro II                | O (Temprano-Medio) | 900-738        |

Su fundación responde a criterios estratégicos. La ciudad estaba en el camino más corto entre Alepo y el mar, en el cruce entre dicha vía y una dirigida a norte-sur que llevaba, al norte, a Anatolia y, al sur, hacia la costa sirio-palestina.
Desde su privilegiada posición, Alalakh podía controlar estas vías comerciales y la distribución de las mercancías hacia el continente y hacia un puerto, que puede identificarse razonablemente con Al-Mina.
La historia escrita del sitio puede comenzar bajo el nombre de Alakhtum, con tablillas de Mari del siglo XVIII a. C., cuando la ciudad formaba parte del reino de Yamhad (moderna Alepo). Un dosier de tablillas refiere que el rey Sumu-Epuh vendió el territorio de Alakhtum a su yerno Zimri-Lim, rey de Mari, conservando para sí mismo el señorío. Tras la caída de Mari en 1765 a. C., Alalakh estuvo bajo la autoridad de Yamhad. El rey Abba-ili de Alepo la concedió a su hermano Yarim-Lim, en la reorganización de su imperio, que parece haber seguido a una revuelta. Los descendientes de Yarim-Lin fue fundaron así una dinastía centrada en Alepo, cuya hegemonía duró hasta el final del siglo XVII a. C. En esta época Alalakh fue destruida, probablemente por el rey hitita Hattusili I, en el segundo año de sus campañas.
El máximo esplendor de Alalakh se produjo en dos fases. En la primera fase de desarrollo, Alalakh no era una ciudad independiente, pero debía ser uno de los centros más importantes del reino amorrita de Yamhad, cuya capital era Alepo. La ciudad debía ser la mayor, si no la única, salida de Yamhad al mar. A esto se debe tal vez el impulso que recibió de los reyes de aquella dinastía y explicaría el cuidado y las atenciones que le dedicaron aunque residían en Alepo. Del palacio real del templo, sacados a la luz, en este periodo proceden la mayo cantidad de textos que se refieren sobre todo a tres reyes: Hammurabi, Yarim-Lin y Niqmepa. el último es un rey local. En cambio el segundo, que fue el artífice del verdadero florecimiento de Alalakh era de Alepo y vivió entre 1790 y 1770 a. C., en tiempos del gran Hammurabi de Babilonia.
Yarim-Lim, que se hizo construir una residencia en Alalakh, fue muy poderoso, por lo menos a nivel local, hasta que Hammurabi alcanzó la cúspide de su poder. En un documento hallado en el palacio de Mari se lee: "Diez o quince reyes siguen a Hammurabi de Babilonia, pero al menos veinte reyes siguen a Yarim-Lin de Yamhad". Después, Yarim-Lim se hizo construir en la ciudad costera una residencia que rivalizara con el palacio de Mari, hasta el punto de que un rey de Ugarit pidió permiso para visitarlo.
El palacio fue completamente destruido y saqueado, quizás cuando empezaron las campañas de los grandes reyes hititas, Hattusili I y Mursili I, contra Alepo.
Como consecuencia de las destrucciones provocadas en Siria por los ejércitos hititas y en Palestina por las tropas egipcias, hubo un periodo de depresión en aquellas regiones.

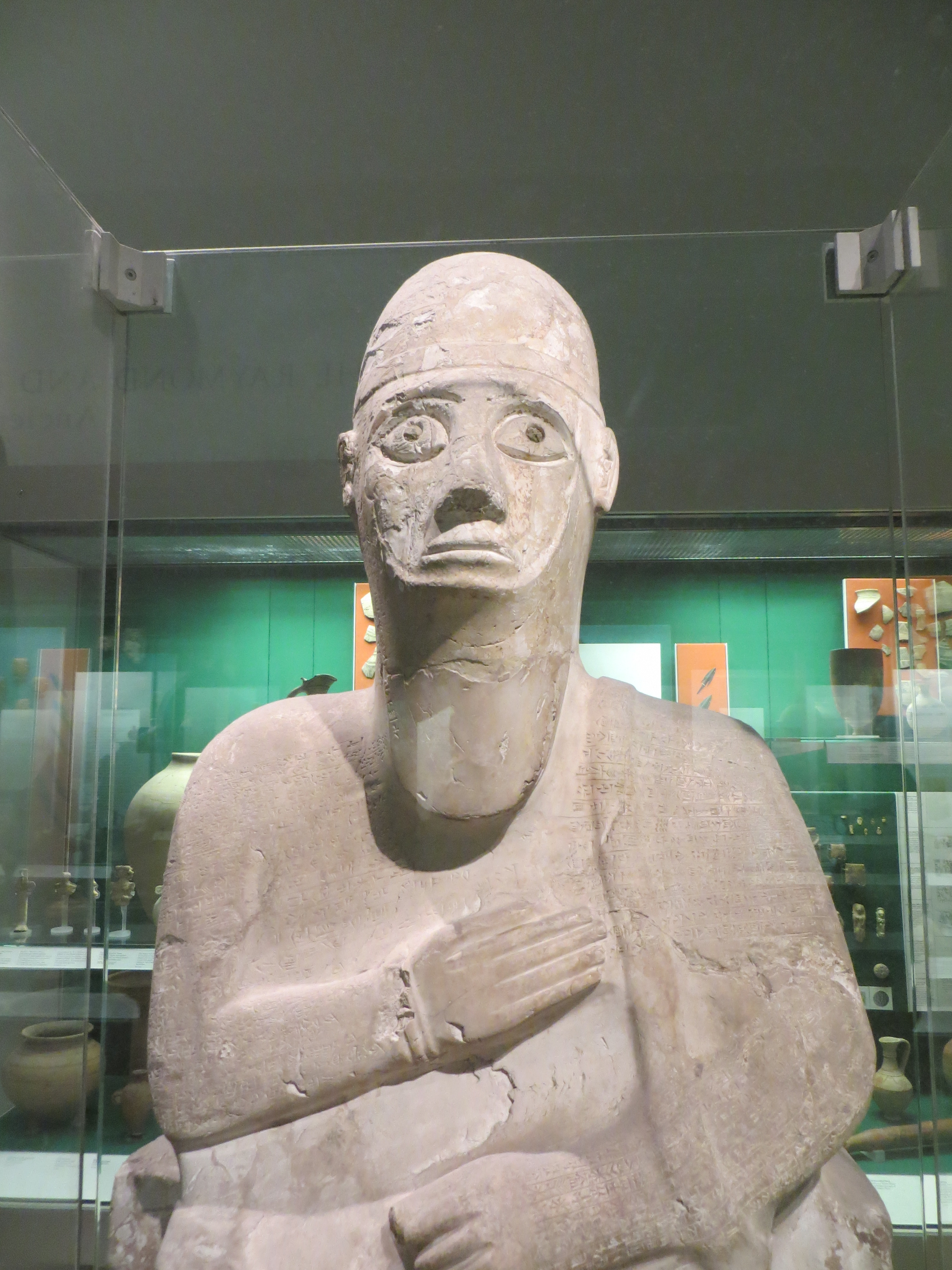
Estatua de Idrimi en el British Museum.

Alalakh floreció de nuevo bajo una dinastía local, entre 1450 y 1350 a. C. Uno de los documentos de esta época, está grabado sobre una estatua de basalto y que representa al rey Idrimi. Durante este periodo varias potencias se disputaban el predominio sobre Siria: los mitani, de reciente fundación, los hititas, los egipcios y los asirios convirtieron Siria en su campo de batalla y Alalakh permaneció casi siempre, aunque a veces no por voluntad propia, en la órbita de la influencia hitita.
El fundador de la dinastía local, a la que pertenecía también Idrimi, fue Niqmepa, quien construyó un palacio real, que fue ampliado por sus sucesores.
Bajo el gobierno de la dinastía de Niqmepa, Alalakh debió alcanzar una notable prosperidad económica, testimoniada por las casas de los grandes señores de la ciudad.
Hacia el 1350 a. C., Alalakh fue conquistada por el rey hitita Suppiluliuma I (1380-1346 a. C.) y no volvió a reconquistar la independencia, aunque hubo una tentativa de revolución filoegipcia truncada hacia el 1200 a. C. como consecuencia de la invasión de los pueblos del mar.
Después Siria reapareció como con un aspecto distinto. surgieron por todas partes principados arameos que, a veces, eligieron para sus fundaciones, lugares nunca ocupados hasta entonces. De hecho, Alalakh fue abandonada tras un intento fallido de reocupación, mientras surgió un nuevo asentamiento en Tell Ta'yinat.
Tras un intervalo de menos de un siglo, los registros escritos de Alalakh se reanudaron. En esta época, fue de nuevo la sede de una dinastía local. la mayoría de la información sobre la fundación de esta dinastía proviene de una estatua inscrita con lo que parece ser la autobiografía del rey fundador de la dinastía.
Según la inscripción, en la primera mitad de siglo XV a. C., Idrimi, hijo del rey de Alepo pudo haber huido de su ciudad a Emar, viajó por Alalakh, ganó el control de la ciudad y fue reconocido como vasallo por Barattarna. La inscripción registra las vicisitudes de Idrimi: tras haber sido su familia forzada a huir a Emar, la abandonó y se unió a los "Habiru" de "Ammija en la tierra de Canaán", donde los Hapiru lo reconocieron como "hijo de su señor" y "se reunieron en torno a él;" tras vivir entre ellos durante siete años, condujo a sus guerreros a un exitoso ataque por mar a Alalakh, de donde llegó a ser rey.
Sin embargo, según el informe de la época, esta estatua fue descubierta en un nivel de ocupación que data de varios siglos después de la época en que vivió Idrimi, y ha sido largo el debate académico sobre su historicidad. No obstante, las tablillas dicen que Niqmepuh fue contemporáneo del rey Saushtastar de Mitani, las cuales podían haber parecido sostener que la estatua afirma que Idrimi fue contemporáneo de Barattarna, predecesor de Shaushtatar.
La historia socioeconómica de Alalakh durante el reinado del hijo y del nieto de Idrimi, Niqmepuh y Ilim-ilimma está bien documentada por tabillas excavadas en el lugar. el propio Idrimi aparece sólo raramente en estas tablillas.
En el siglo XIV a. C., el hitita Suppiluliuma I derrotó al rey Tushratta de Mitani y asumió el control del norte de Siria, incluyendo Alalakh, la cual él incorporó al imperio hitita. Una tablilla rcoge la sublevación de la tierra de Mukish (que es de Alalakh) en Ugarit después de que el rey de Ugarit alertara al rey hitita de una revuelta de los reinos de Mukish, Nuhasse, y Niye. Alalakh fue probablemente destruida por los pueblos del mar en el siglo XII a. C., como lo fueron muchas otras ciudades costeras de Anatolia y el Levante. El sitio no fue nunca reocupado, el puerto de Al-Mina tomó su sitio durante la Edad de Hierro.

## Excavaciones

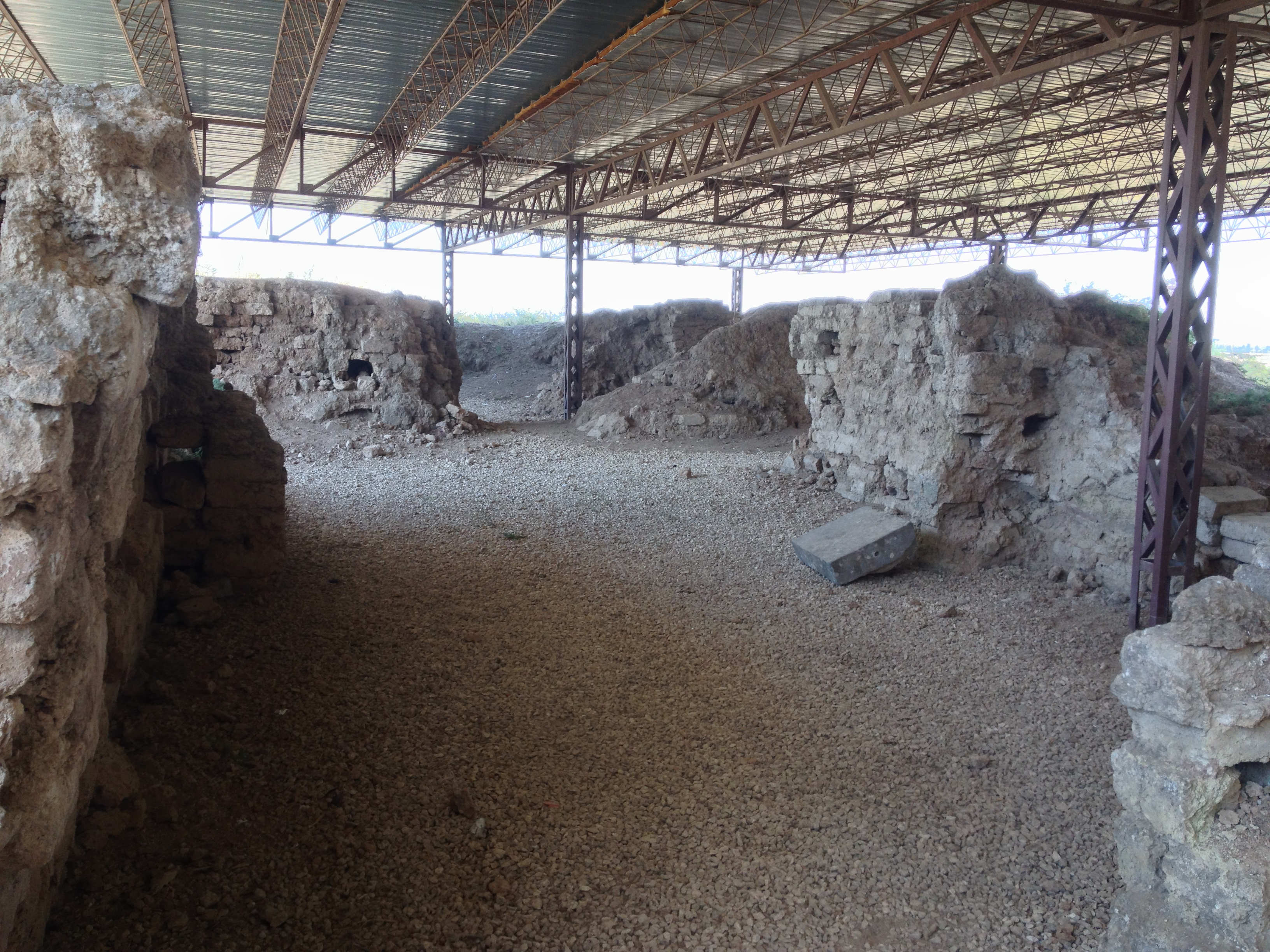
Excavación en Alalakh.

Los restos de la ciudad, preservados por el Tell Atchana, fueron excavados por el arqueólogo británico sir Leonard Woolley en los años 1935-1939 y 1946-1949, durante los cuales palacios, templos, casas privadas y las murallas de la fortificación fueron descubiertos, en 17 niveles arqueológicos yendo desde el Calcolítico (Nivel XVII, c.3400 –3100 a. C. hasta el final de la Edad de Bronce (Nivel 0, siglo XII a. C.).
Concluida la excavación de Ur, Leonard Woolley decidió acometer una nueva excavación en la llanura costera al norte de Siria, bajo la jurisdicción turca.
Los lugares escogidos fueron Tell Archana "La Seca" en el Orontes, a poca distancia del Mediterráneo, y su probable puerto, Al-Mina ("El Puerto"). allí no halló más que fragmentos cerámicos pertenecientes al periodo entre los siglos VII y IV a. C., sin que ninguno pudiera atribuirse a épocas precedentes.
Pero otro pequeño asentamiento, a poca distancia de allí, tenía en la superficie restos cerámicos que podían fecharse en los siglos XIII-XII a. C. Por ello, el arqueólogo inglés formuló la hipótesis de que en este segundo lugar, Sabouni, se hallaban al menos las residencias de los comerciantes más ricos.
Los restos del puerto de Alalakh debieron ser arrastrados por el Orontes, como consecuencia de un cambio de curso de este río, tras el cual una buena parte de Al-Mina quedó destruida por la erosión.
Tras varios años de estudios, un equipo de la Universidad de Chicago hizo su primera sesión de excavaciones en 2003. En 2004, el equipo hizo un estudio para procesar los hallazgos. Tras una pausa en 2005, el equipo reanudó las excavaciones en el verano/otoño de 2006.
Excavaciones en Alalakh han producido un cuerpo de material escrito con demandas de Mari y Ugarit. Cerca de 500 tablillas cuneiformes fueron recuperadas en el nivel VII, (Edad del Bronce Media) y el nivel IV (Edad de Bronce tardía). la estatua inscrita de Idrimi, c.1500 a. C., ha proporcionado la autobiografía de la juventud de Idrimi, su ascenso al poder, y sus hechos entre otros los militares (hoy en el Museo Británico). Textos acadios de Alalakh incluyen una pequeña lista de palabras, presagios astrológicos y conjuros, pero principalmente consisten en tablillas jurídicas, con registros de la familia gobernante y de los ingresos percibidos por la tierra, además de documentos administrativos, que reflejan las comodidades dentro y fuera del palacio real.